# Rohrbach Ro IX Rofix
Il Rohrbach Ro IX Rofix era un aereo da caccia, monoplano ad ala alta, sviluppato dall'azienda aeronautica tedesca Rohrbach Metallflugzeugbau GmbH negli anni venti del XX secolo e rimasto allo stadio di prototipo.

## Storia del progetto
Nel 1925 una delegazione aeronautica turca si recò in visita allo stabilimento Rohrbach Metal-Aeroplan Co. A/S di Kastrup, vicino a Copenaghen (Danimarca). In base a questa visita nel febbraio 1924 il capo progettista della ditta, ingegnere Kurt Tank, disegnò un nuovo aereo da caccia destinato ad equipaggiare i reparti della Türk Hava Kuvvetleri. Tale velivolo fu designato Rohrbach Ro.IX Rofix, e si basava su un precedente progetto per un caccia imbarcato su portaerei che la Rohrbach Metallflugzeugbau aveva realizzato per conto della Mitsubishi, che lo designò Miro, nel 1924. La Turchia emise un ordine per la realizzazione di due prototipi con opzione per la successiva produzione di 50 esemplari, di cui 28 da realizzarsi a Eskişehir. I lavori di produzione del primo prototipo (n/c 22) iniziarono nell'aprile del 1926, ed esso fu completato nell'estate di quello stesso anno.

## Tecnica
Il Rohrbach Ro.IX Rofix era un monoplano, monoposto, ad ala alta, di costruzione interamente metallica. L'ala aveva pianta trapezoidale, costruita in due parti, e presentava al centro una rientranza in corrispondenza dell'abitacolo del pilota. La posizione a V era stata modificata più volte durante i collaudi al fine di migliorare le proprietà di volo. L'ala era collegata alla fusoliera tramite alcuni montanti costruiti in tubi profilati. Un cavo d'acciaio era utilizzato, su entrambi i lati, per il suo tensionamento. La fusoliera aveva sezione trasversale ellittica e consisteva di tre gruppi. Il rivestimento esterno portante era formato da una sottile lamina di duralluminio.
Il carrello di atterraggio era triciclo, posteriore, fisso, con le gambe principali collegate verticalmente verso l'alto alle ali, e alla fusoliera tramite due montanti disposti a V. La sospensione era fornita da molle a spirale in acciaio.
Su entrambi i prototipi sono state utilizzate eliche in legno. L'armamento previsto si basava su due mitragliatrici, ciascuna con 500 colpi, sparanti attraverso il disco dell'elica utilizzando un sistema di sincronizzazione, o in alternativa sarebbero state installate nelle ali.

## Impiego operativo
Il 27 gennaio 1927 il prototipo si schiantò al suolo, con il pilota Werner Landmann che rimase illeso mentre il velivolo andò distrutto. Nonostante le caratteristiche di volo e di atterraggio fossero state, generalmente, valutate come buone, le scarse caratteristiche di rotazione portarono alla valutazione di diverse configurazioni dell'ala a V. Dopo la fine delle valutazioni, e l'adozione dell'ala definitiva, il secondo prototipo (n/c 23) fu portato in volo da diversi collaudatori e da piloti famosi come Paul Bäumer, Joachim von Koeppen e Ernst Udet. La consegna del secondo prototipo alla Turchia era prevista per il 20 luglio 1927, e sull'aereo erano già stati dipinti i nuovi emblemi nazionali. Durante un volo dimostrativo avvenuto il 15 luglio, l'aereo precipitò nei pressi dell'aeroporto di Kastrup, e il pilota Paul Bäumer rimase ucciso. Nel corso del 48° volo del Ro IX Rofix, Bäumer era salito a un'altitudine di 4.000 metri, aveva eseguito alcuni tonneau e poi andò in vite scendendo a 3.000 m. Uscito dalla vite come previsto, eseguì un nuovo tonneau da cui non riuscì ad uscire e il velivolo precipitò al suolo. Nel tentativo di salvare l'aereo il pilota si lanciò con il paracadute a una quota troppo bassa e decedette nell'impatto, mentre il velivolo precipitò in mare. Il progettista Tank, che era stato testimone oculare dell'incidente, sospettò che la velocità di uscita dalla vite del velivolo fosse troppo bassa e il pilota avesse commesso un errore nel tentare un nuovo tunneau mandando l'aereo in stallo. Poco dopo l'incidente il proprietario Adolf Rohrbach fece raccogliere e distruggere tutti i documenti riguardanti il Ro IX Rofix, e fino allo scioglimento della sua compagnia non fece ulteriori tentativi di realizzare aerei da combattimento.

### Annotazioni
1. ↑  La velocità massima a livello del mare era di 257 km/h, mentre alla quota di 5.000 m era pari a 265 km/h.

### Fonti
1. 1 2  Histaviation.
2. 1 2  Wagner 1998, p. 17.
3. 1 2  Ole Nikolajsen.
4. 1 2 3 4 5 6 7 8 9  Airwar.
5. 1 2 3 4 5  Wagner 1998, p. 18.
6. ↑  Wagner 1998, p. 19.